# Textilfabrik Cromford

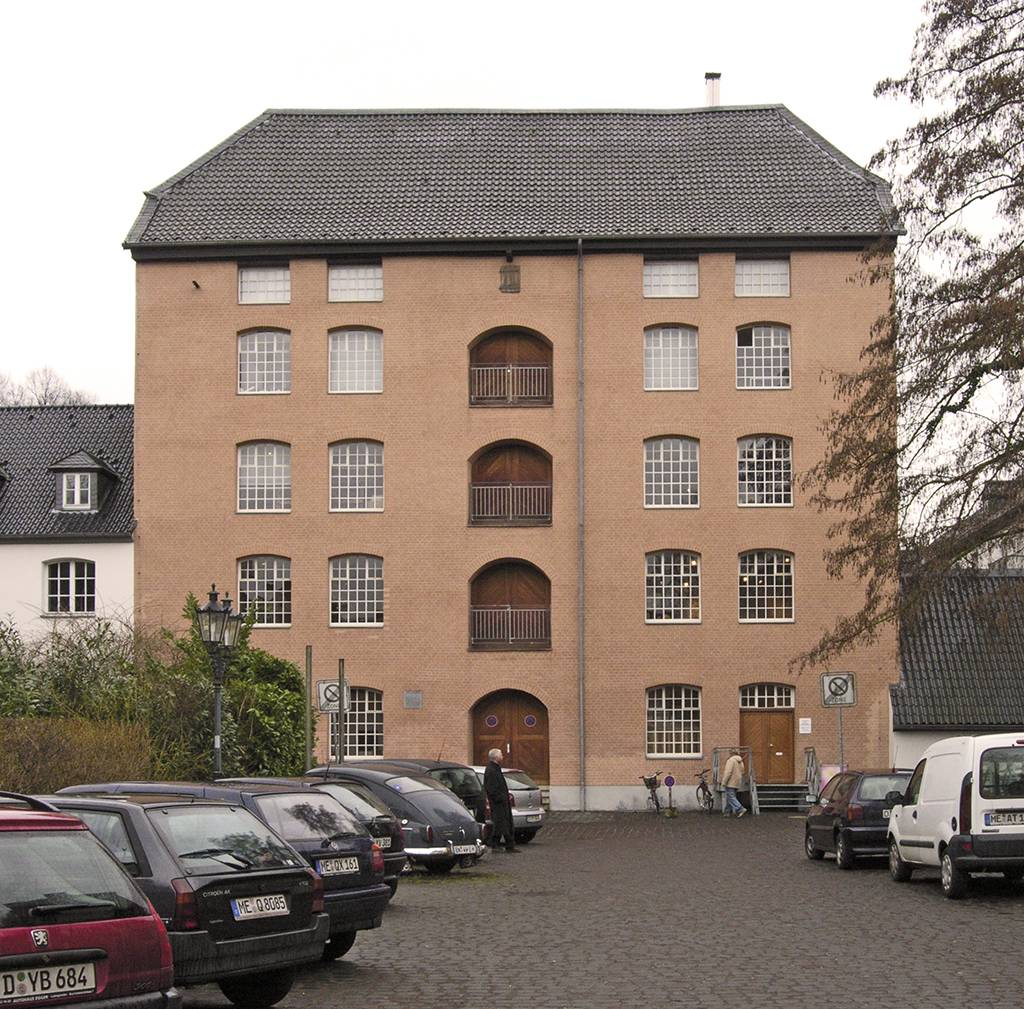
„Hohe Fabrik“ v Ratingenu, budova z roku 1797 napodobující přádelnu v anglickém Cromfordu

Textilfabrik Cromford v Ratingenu (Severní Porýní-Vestfálsko) byla první mechanická přádelna na evropském kontinentě. Název Cromford jí dal zakladatel Brügelmann, protože přádelna byla stavěna a zařízena podle anglického vzoru továrny v místě stejného jména.

## Historie
Johann Gottfried Brügelmann (1750–1802), příslušník bohaté obchodnické rodiny ve Wuppertalu chtěl koupit anglické dopřádací stroje waterframe, které umožňovaly podstatně vyšší produktivitu výroby příze oproti předení na kolovratu. Vývoz těchto strojů byl však anglickou vládou přísně zakázán, proto B. hledal stejně jako další podnikatelé na evropském kontinentě možnosti, jak tento zákaz obejít. V 70. letech 18. století získal (asi o 20 let dříve než jeho konkurenti) pašované doklady ke konstrukci těchto strojů.
Od kurfiřta Karla Theodora si Brügelmann vyžádal povolení k monopolní strojní výrobě příze, které dostal na 12 let pro porýnské provincie Jülich a Berg. V roce 1783 si nechal postavit v Ratingenu na říčce Angerbach třípodlažní budovu k instalaci kompletní přádelny bavlny s plánovanou kapacitou 1600 dopřádacích vřeten. O rok později tam umístil 12 dopřádacích strojů waterframe a patřičná (právě nově vynalezená) zařízení k předpřádání. Všechny stroje byly poháněny vodním kolem. V přádelně mělo být zaměstnáno 226 dělníků, z toho jen asi 50 dospělých, ostatní byly děti od 6 do 16 let.

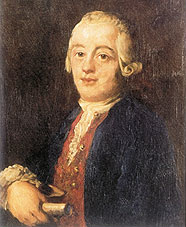
Johann Gottfried Brügelmann (1750–1802), zakladatel první mechanické přádelny na evropském kontinentě

Vlastní přádelna Cromford vznikla teprve po roce 1797 v pětipodlažní budově „Hohe Fabrik“, kterou nechal Brügelmann postavit vedle staré fabriky.
Protože Brügelmann mohl dodávat poměrně velké množství přízí za nižší cenu než konkurenční ručně předené výrobky, byla výroba v nové továrně od samého začátku velmi úspěšná.
V roce 1798 převzali vedení firmy Brügelmannovi synové Johann Gottfried (1777–1808) junior a Jakob Wilhelm (1776–1826). V roce 1777 vykázala firma obchodní bilanci 47 000 rýnských tolarů (Rthr), v roce 1802 obnášel majetek firmy cca 460 000 Rthr (např. městský lékař měl tehdy roční plat 300 Rthr).
Situace podniku se pak z různých politických a ekonomických důvodů zhoršovala zejména po ukončení kontinentální blokády v roce 1813. V roce 1818 rodina rozhodla zastavit výrobu v přádelně a teprve v roce v roce 1823 se podařilo vnukům Juliovi a Moritzovi obnovit provoz s částečně modernizovaným zařízením. Ve 30. letech 19. století nechali postavit přízemní budovy, ve kterých bylo v provozu 4784 vřeten a 80 tkacích strojů s cca 300 zaměstnanci. Výroba příze a tkanin se potom udržovala bez větších přerušení až do 20. století.
Začátkem 60. let se však postupně zmenšovala tkalcovna a v roce 1977 byla celá textilní výroba definitivně zastavena. V roce 1978 odkoupilo nemovitosti firmy Cromford město Ratingen a v roce 1996 tam bylo zřízeno průmyslové muzeum, ve kterém jsou mimo jiné instalovány provozuschopné modely přádelnických strojů z konce 18. století. Návštěvníkům muzea se předvádí živě kompletní výroba bavlněné příze napodobující provoz první mechanické přádelny bavlny na evropském kontinentě. 